# 宁波轨道交通4号线
宁波轨道交通4号线位于中国浙江省宁波市，是宁波轨道交通系统的一条地铁线路，标志色为森林绿。线路大体呈西北-东南走向，自西北向东南经过江北、海曙和鄞州三区，串联慈城古镇、慈城新城、江北工业区、庄桥、南高教园区、东钱湖新城和宁波国际会议中心，以及庄桥、宁波、宁波东三座铁路客运站。4号线规划设站27座，至2020年12月开通25座，其中高架站7座，地下站18座。宁波轨道交通4号线于2015年11月30日开工建设，2020年12月23日开通运营。线路两端在宁波轨道交通第三轮建设规划中计划分别延伸一站，总长4.14千米，其中西延段于2025年1月10日开通，东延段于2025年5月16日开通。线路两端均预留有延伸条件。

## 线路走向
宁波轨道交通4号线从慈城起沿宁慈西路以高架方式敷设，随后向南以曲线上跨萧甬铁路和杭甬客运专线，经过慈城新城后上跨宁波绕城高速公路，此后与北外环路并线进入北外环高架中央分隔带二层，到达江北大道立交后入地，转至铁路庄桥站。此后再次穿越萧甬铁路并向南转向并跨过姚江。此后线路沿双东路、翠柏路、苍松路直至铁路宁波站。此后线路向东，进入长春路后穿过奉化江，沿兴宁路向东，到达沧海路南延伸段向南，经过宁波东站后沿沧海路、宁横路向南，下穿甬台温高速公路、甬台温铁路、宁波绕城高速公路后，经过鄞县大道，至首南路再度转向东面，经过下应抵达东钱湖镇，沿钱湖大道抵达东钱湖核心区，此后穿越王安石公园山丘和奕大山，抵达宁波国际会议中心。

## 历史

### 规划

4号线南端走向变化，绿色实线为实际实施的走向，橙色虚线为原规划走向

宁波轨道交通4号线最早出现在2003年8月编制完成的《宁波市城市快速轨道交通线网规划》中，该规划将4号线定为宁波轨道交通的3条辅助线之一，但当时并未列入2020年前须建成的线路之一。当时的轨道交通4号线西起慈城，东至鄞州东钱湖镇，全长40.6公里。2011年，4号线被列入《宁波市城市轨道交通近期建设规划（2013-2020年）》中，规划于2020年前建设，而起点和终点分别被缩短到慈城站和云龙站。2013年11月，该规划获得国务院批复。2014年，根据轨道交通线网优化的成果，为了解决新增7号线与4号线换乘不利的问题，4号线原终点站云龙站改属7号线，而4号线终点改为钱湖大道尽头的东钱湖站，使得两线成十字交叉。同时，为了扩大轨道交通的服务范围，4号线下应段改为沿首南路敷设。这一改线方案由国家发改委办公厅批复同意。4号线工程可行性研究报告于2015年6月2日获得宁波市发改委批复。

### 慈城至东钱湖段

#### 工程建设

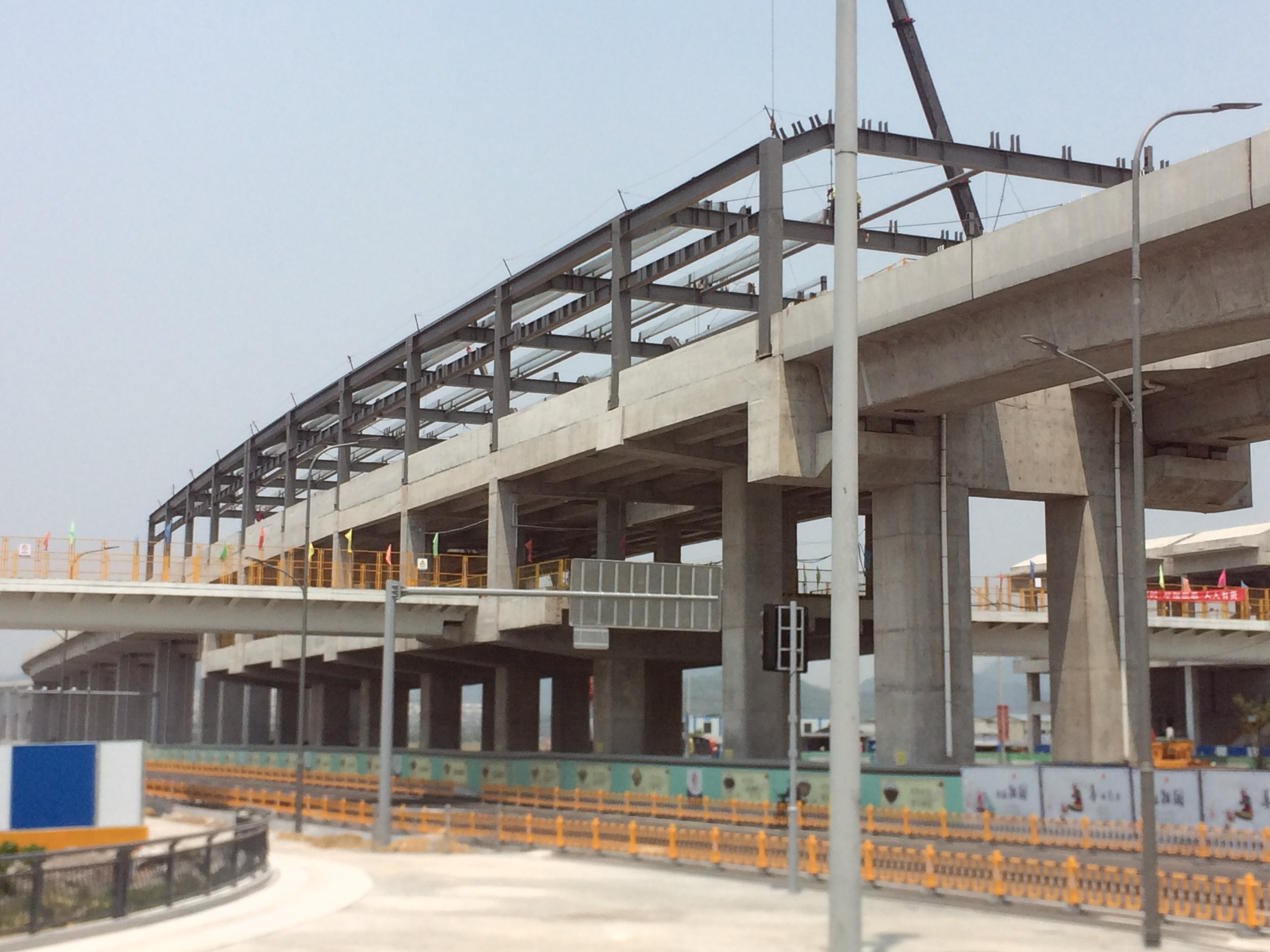
建设中的官山河站，2019年5月

慈城至东钱湖段为4号线最早开始建设的部分。在4号线正式开始建设之前，大卿桥站、宁波火车站结构已由1号线、2号线分别代为建设。2011年开始建设的北外环路高架二层已同时动工建设4号线金山路站至洪大路站的车站和区间，使之成为整条4号线最早动工建设的区间。4号线试验站翠柏里站也开始设计，但并未立即投入建设，直至2015年全线获批后方才投入建设。
宁波轨道交通4号线于2015年11月30日正式开工建设。2017年4月26日，翠柏里站主体结构封顶，成为全线新建车站中首座封顶的车站。5月27日，矩形盾构“阳明号”从该站南端始发，翠柏里–大卿桥区间成为4号线首个进行盾构施工的区间，也是中国大陆首条穿越核心城区的类矩形盾构隧道，该段区间于2018年6月29日贯通。2018年4月23日，庄桥火车站至丽江路区间成为全线首个双向贯通的区间，而下穿姚江、奉化江的隧道分别于2018年11月和2019年5月完成单洞贯通。至2019年7月，所有盾构区间实现洞通。全线机电施工于2019年3月29日启动。而高架段受慈城-官山河区间上跨萧甬铁路和杭甬客运专线工程影响未能贯通。该段于2020年7月16日凌晨使用曲线偏心转体桥完成贯通，为宁波轨道交通首次使用转体桥技术。至此4号线结构全线贯通。

#### 开通运营
4号线第一批三列电客车于2020年1月10日抵达慈城停车场，随后慈城停车场至丽江路站区段完成热滑。5月31日，地下段全部完成热滑，并展开联调联试。全线于11月22日通过初期运营安全评估，2020年12月23日开通运营。

### 东西延伸段
2003年8月公布的《宁波市城市快速轨道交通线网规划》中4号线慈城至慈城西段在《宁波市城市轨道交通第三期建设规划》中实施。该段包含慈城至慈城西区间和慈城西站，长1.77千米，采用高架敷设方式。同时，为服务新建的宁波国际会议中心，4号线东端延伸一站，一同纳入三期规划。该段包含东钱湖至国际会议中心区间和国际会议中心站，长2.37千米，采用地下敷设方式。国际会议中心站于2021年2月25日开工建设，为三期规划首个开工的项目。该站于2022年5月20日完成主体结构封顶，东钱湖–国际会议中心区间盾构于2023年2月27日始发，2024年3月20日双线贯通。2025年4月，车站、区间通过初期运营前安全评估，5月16日开通运营。西延段于2022年11月22日开工，2023年12月实现高架区间贯通，2024年2月1日实现短轨通，2月27日实现长轨通，3月6日启动机电施工，10月通过通过初期运营前安全评估，原计划2024年开通运营，后受4号线部分区段声屏障施工影响，于2025年1月10日开通运营。

## 车站

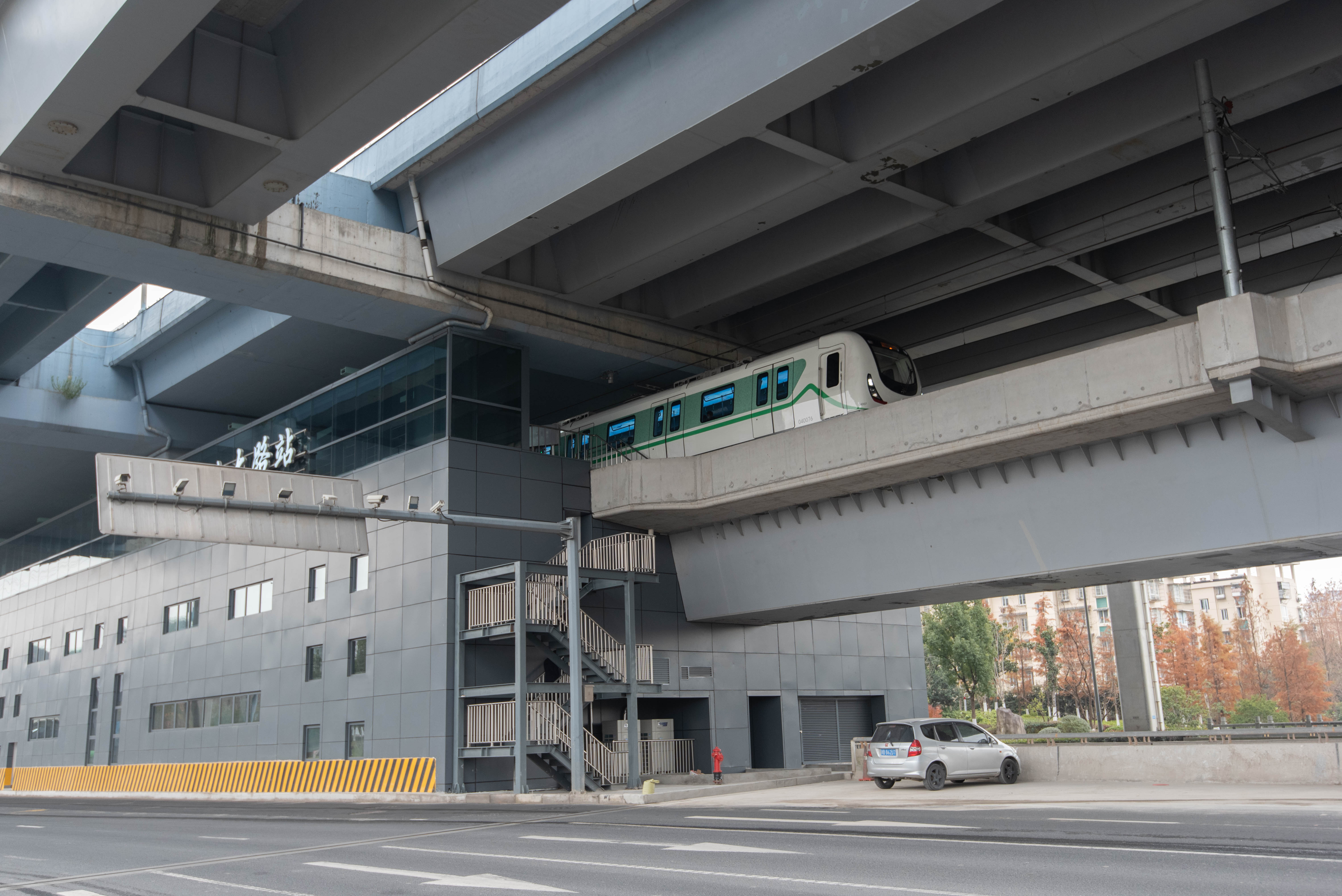
洪大路站西端，车站上方为北外环路高架

宁波轨道交通4号线规划设车站27座。其中高架站8座，地下站19座。至2020年12月，共开通25座车站。高架站中，金山路站、奥体中心站、洪塘中路站和洪大路站采用了类似上海轨道交通1号线北延段的设计，位于北外环路高架二层，与北外环高架同期建设，这一设计可显著减少土地利用和工程造价。

### 站名
4号线多座车站站名因历史传承和辨识度的原因曾进行更改。
| 现站名       | 原站名           | 更名原因                                                           |
| ------------ | ---------------- | ------------------------------------------------------------------ |
| 官山河站     | 慈城新城站       | 车站邻中国大运河浙东运河宁波段官山河，因此得名                     |
| 金山路站     | 应家站           | 车站沿北环西路设置，车站横截路为金山路，因路得名                   |
| 奥体中心站   | 广元路站         | 车站沿北环西路设置，附近有在建的奥林匹克体育中心，因此得名         |
| 洪大路站     | 广厦怡庭站       | 车站沿北环西路设置，车站横截路为洪大路，因路得名                   |
| 庄桥火车站   | 庄桥站           | 车站紧邻庄桥火车站，因此得名                                       |
| 丽江路站     | 康庄南路站       | 车站沿康庄南路设置，横跨丽江东路、丽江西路路口，因路得名           |
| 柳西站       | 柳西新村站       | 车站临柳西河，因此得名                                             |
| 矮柳站       | 宁波东站         | 车站位于东郊街道原矮柳村，车站位于此区域范围内，因地得名           |
| 潘火路站     | 环城南路站       | 车站沿沧海（南）路设置，横跨潘火路，因路得名                       |
| 嵩江东路站   | 潘火站           | 车站沿沧海南路设置，车站横截路为嵩江东路，因路得名                 |
| 南高教园区站 | 下应站、学府路站 | 车站位于鄞县大道与沧海南路交叉口，位处南高教园区东北首，因此得名。 |
| 金达南路站   | 金达路站         | 车站沿首南路设置，横跨金达南路，因路得名                           |
| 小洋江站     | 钱湖大道站       | 车站位于小洋江畔，因此得名                                         |

### 车站装饰
宁波轨道交通4号线的装饰主题为“海上丝绸之路”，车站以青瓷色为主色调。车站吊顶则借鉴船帆、龙骨及海浪的造型，慈城站至长兴路站三座高架车站外立面则借鉴了窗花、挑檐等传统建筑特色。全线车站中，慈城站、宁波火车站和东钱湖站为主题车站。慈城站装饰主题为“一水一海洋”，通过站厅立柱的建筑、瓷器等元素展现明清文化符号。宁波火车站装饰主题为“潮流涌动”，吊顶采用水波浪设计。东钱湖站装饰主题为“风光旖旎”，车站吊顶借鉴丝绸之路沿线国家建筑穹顶造型和海浪造型设计。此外，南高教园区站采用了“万泉聚汇交织出累累硕果”的设计概念。

### 车站列表

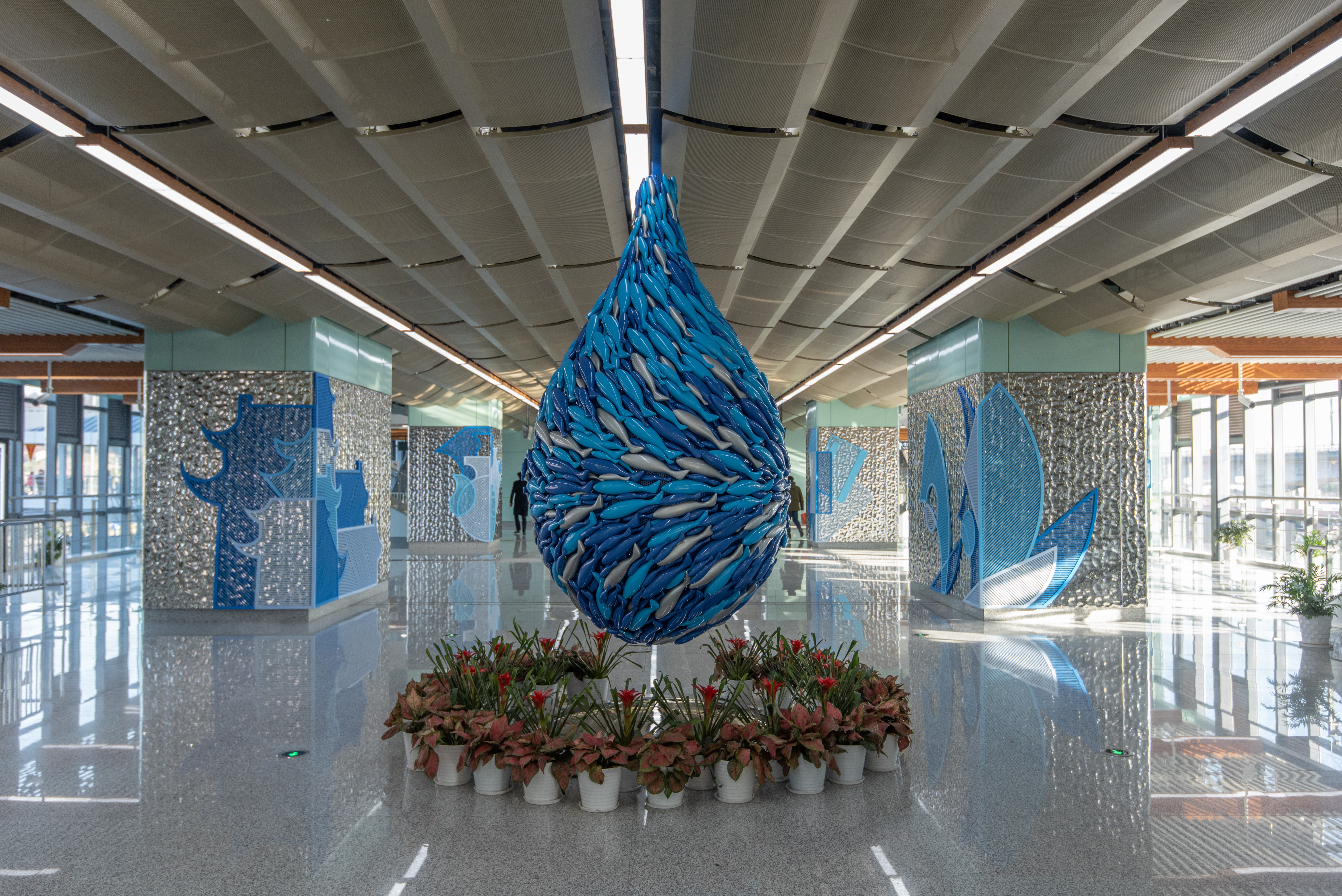
慈城站站厅

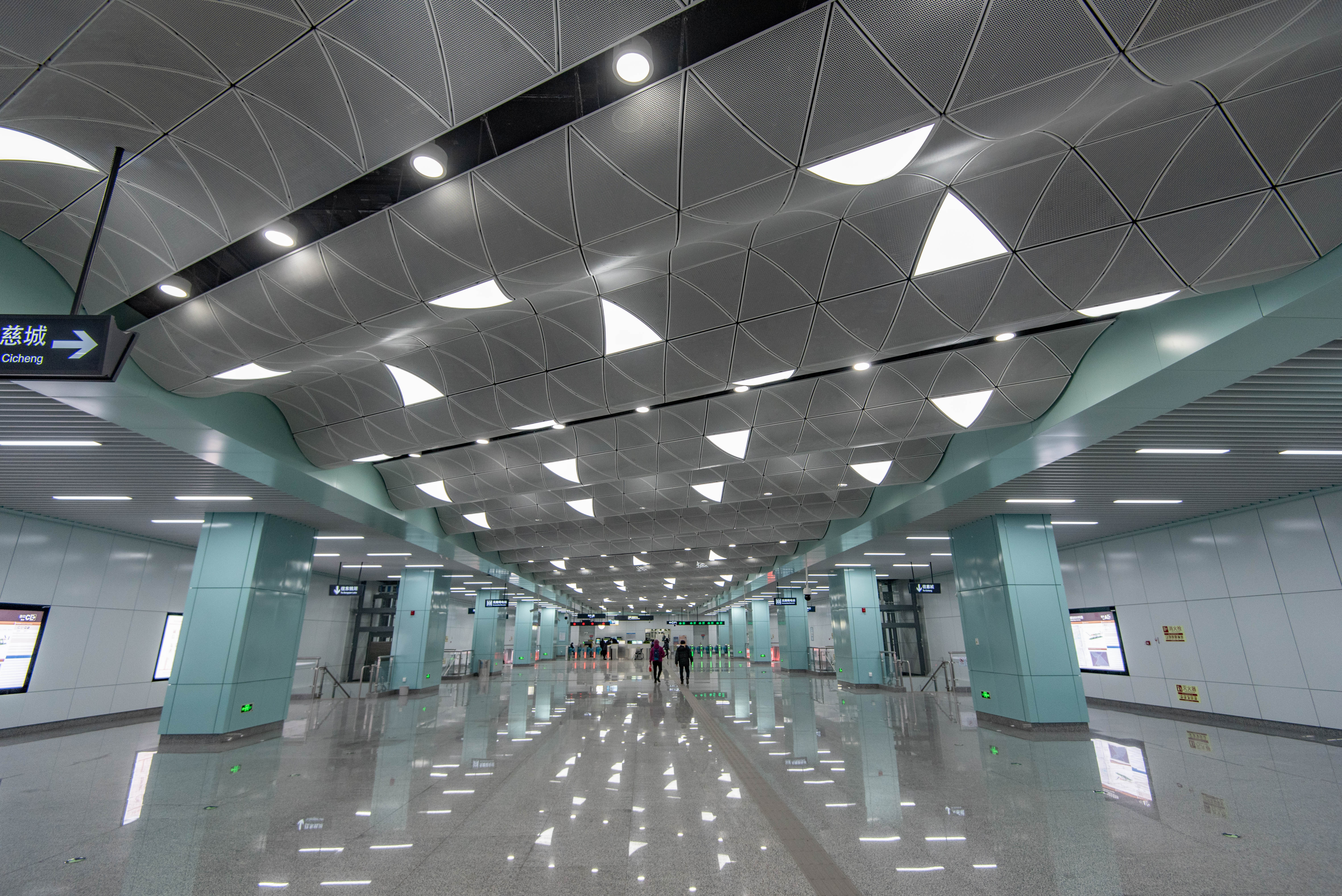
翠柏里站站厅，吊顶采用海浪概念设计

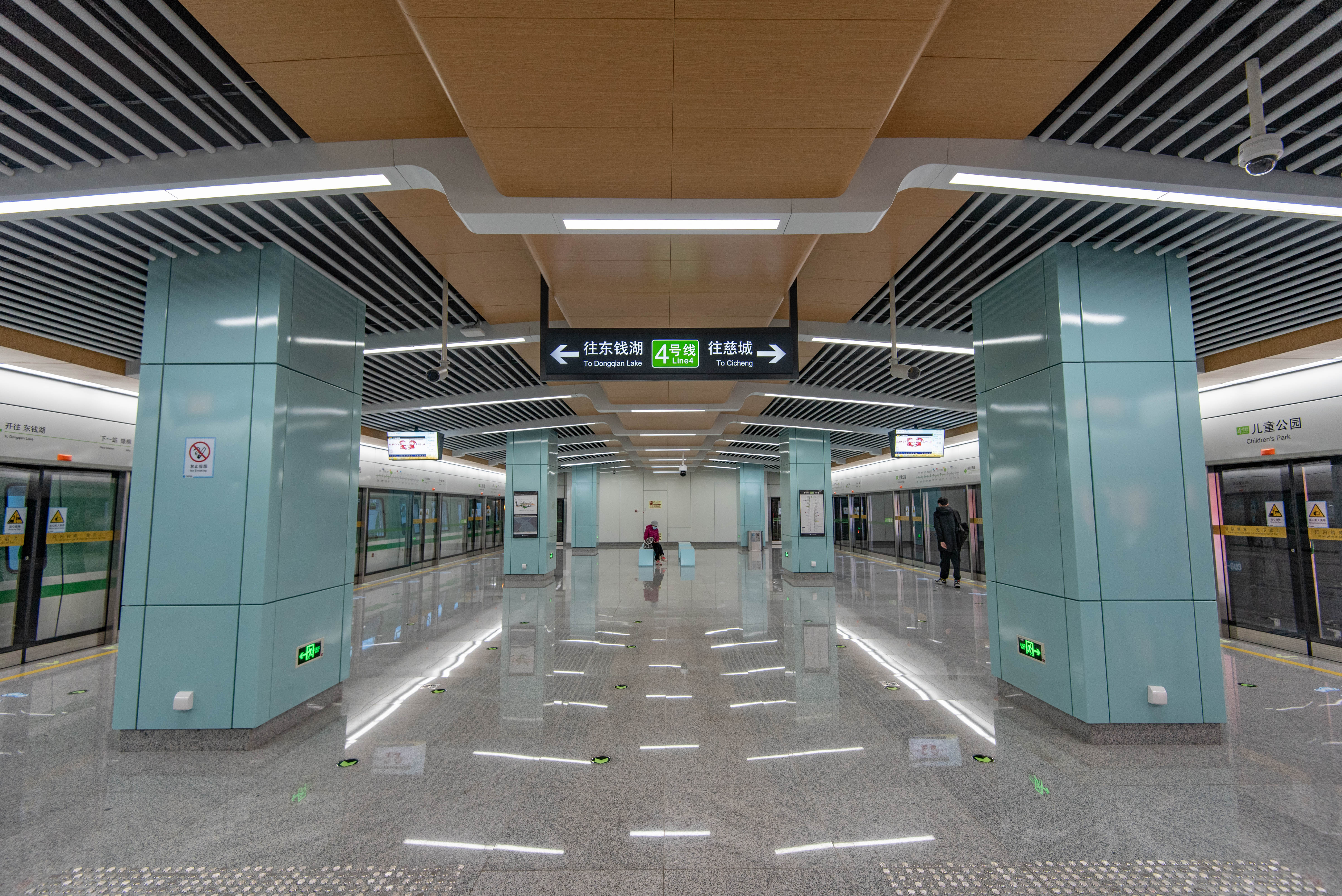
儿童公园站站台，吊顶采用龙骨概念设计

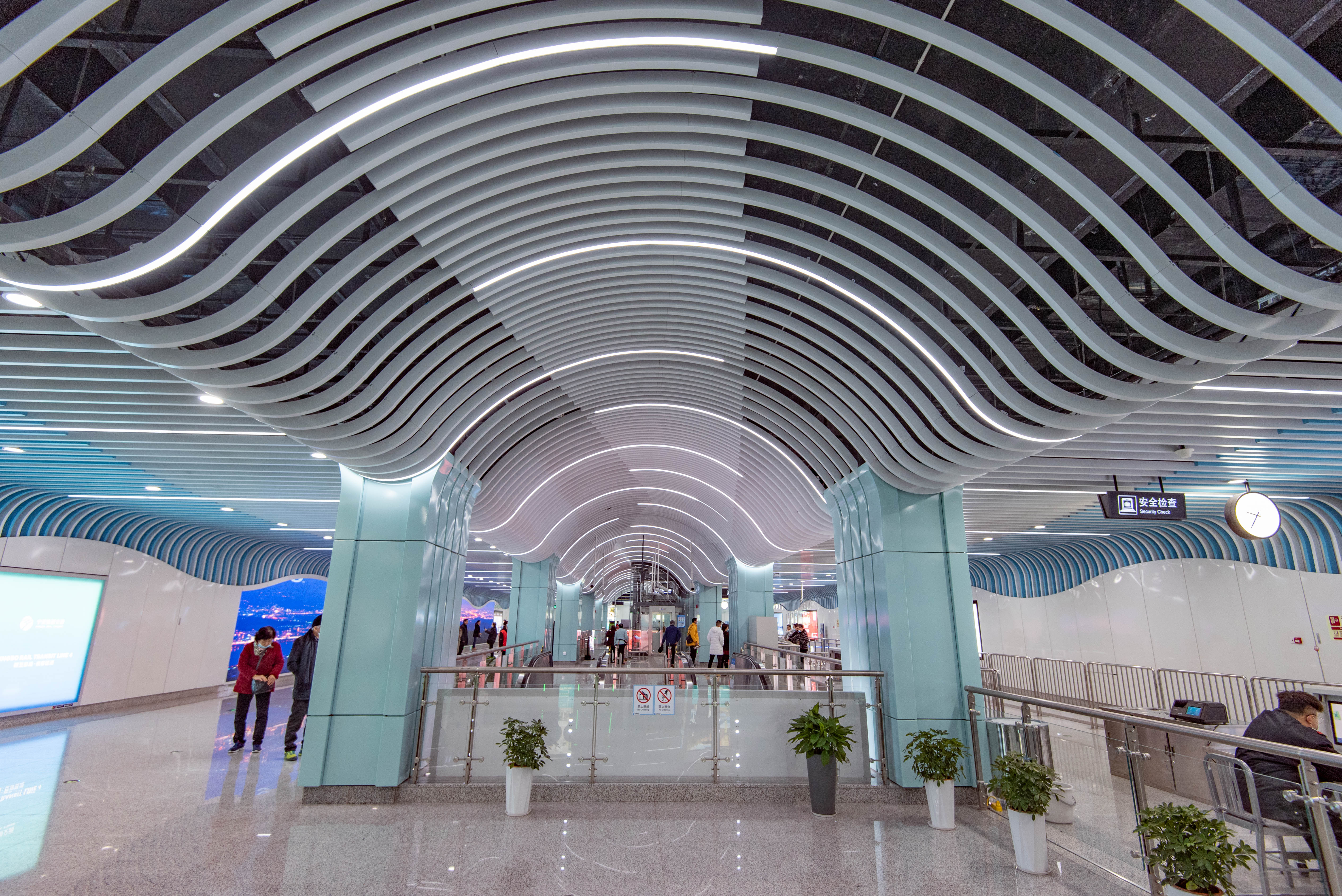
东钱湖站站厅，参照海浪和穹顶概念设计

|                                |            |                                  |        |                  |  |
| 站名                           | 里程（km） | 换乘路线/枢纽                    | 所在地 | 车站形式         |  |
| 4号线                          |            |                                  |        |                  |  |
| 慈城西                         | 0          |                                  | 江北区 | 高架三层侧式车站 |  |
| 慈城                           | 1.77       | 甬余城际（规划）                 | 江北区 | 高架三层侧式车站 |  |
| 官山河                         | 4.15       |                                  | 江北区 | 高架三层岛式车站 |  |
| 长兴路                         | 5.70       |                                  | 江北区 | 高架三层岛式车站 |  |
| 金山路                         | 7.02       |                                  | 江北区 | 高架三层侧式车站 |  |
| 奥体中心                       | 9.04       |                                  | 江北区 | 高架三层岛式车站 |  |
| 洪塘中路                       | 10.42      |                                  | 江北区 | 高架三层侧式车站 |  |
| 洪大路                         | 12.43      | ■ 8号线                          | 江北区 | 高架二层侧式车站 |  |
| 庄桥火车站                     | 13.65      | 甬余城际（规划） 庄桥站          | 江北区 | 地下二层岛式车站 |  |
| 丽江路                         | 15.23      |                                  | 江北区 | 地下二层岛式车站 |  |
| 双东路                         | 16.70      |                                  | 江北区 | 地下二层侧式车站 |  |
| 翠柏里                         | 18.03      | ■ 6号线（在建）                  | 海曙区 | 地下三层侧式车站 |  |
| 大卿桥                         | 19.32      | ■ 1号线                          | 海曙区 | 地下三层岛式车站 |  |
| 柳西                           | 20.07      |                                  | 海曙区 | 地下二层岛式车站 |  |
| 宁波火车站                     | 21.28      | ■ 2号线 甬余城际 宁波站          | 海曙区 | 地下二层岛式车站 |  |
| 兴宁桥西                       | 22.31      |                                  | 海曙区 | 地下二层岛式车站 |  |
| 兴宁桥东                       | 23.30      |                                  | 鄞州区 | 地下二层岛式车站 |  |
| 白鹤                           | 24.29      |                                  | 鄞州区 | 地下二层岛式车站 |  |
| 儿童公园                       | 25.54      | ■ 3号线                          | 鄞州区 | 地下二层岛式车站 |  |
| 矮柳                           | 26.43      | 宁波东站（停运）                 | 鄞州区 | 地下二层岛式车站 |  |
| 潘火路                         | 28.02      |                                  | 鄞州区 | 地下二层岛式车站 |  |
| 嵩江东路                       | 29.69      |                                  | 鄞州区 | 地下二层岛式车站 |  |
| 南高教园区                     | 30.80      | ■ 5号线                          | 鄞州区 | 地下二层岛式车站 |  |
| 金达南路                       | 33.07      |                                  | 鄞州区 | 地下二层岛式车站 |  |
| 小洋江                         | 35.25      | ■ 7号线（在建） ■ 12号线（在建） | 鄞州区 | 地下二层岛式车站 |  |
| 东钱湖                         | 37.36      |                                  | 鄞州区 | 地下二层岛式车站 |  |
| 国际会议中心                   | 39.73      | ■ 8号线（规划）                  | 鄞州区 | 地下二层岛式车站 |  |
| 注：未开通的换乘线路以灰色标注 |            |                                  |        |                  |  |

## 车辆

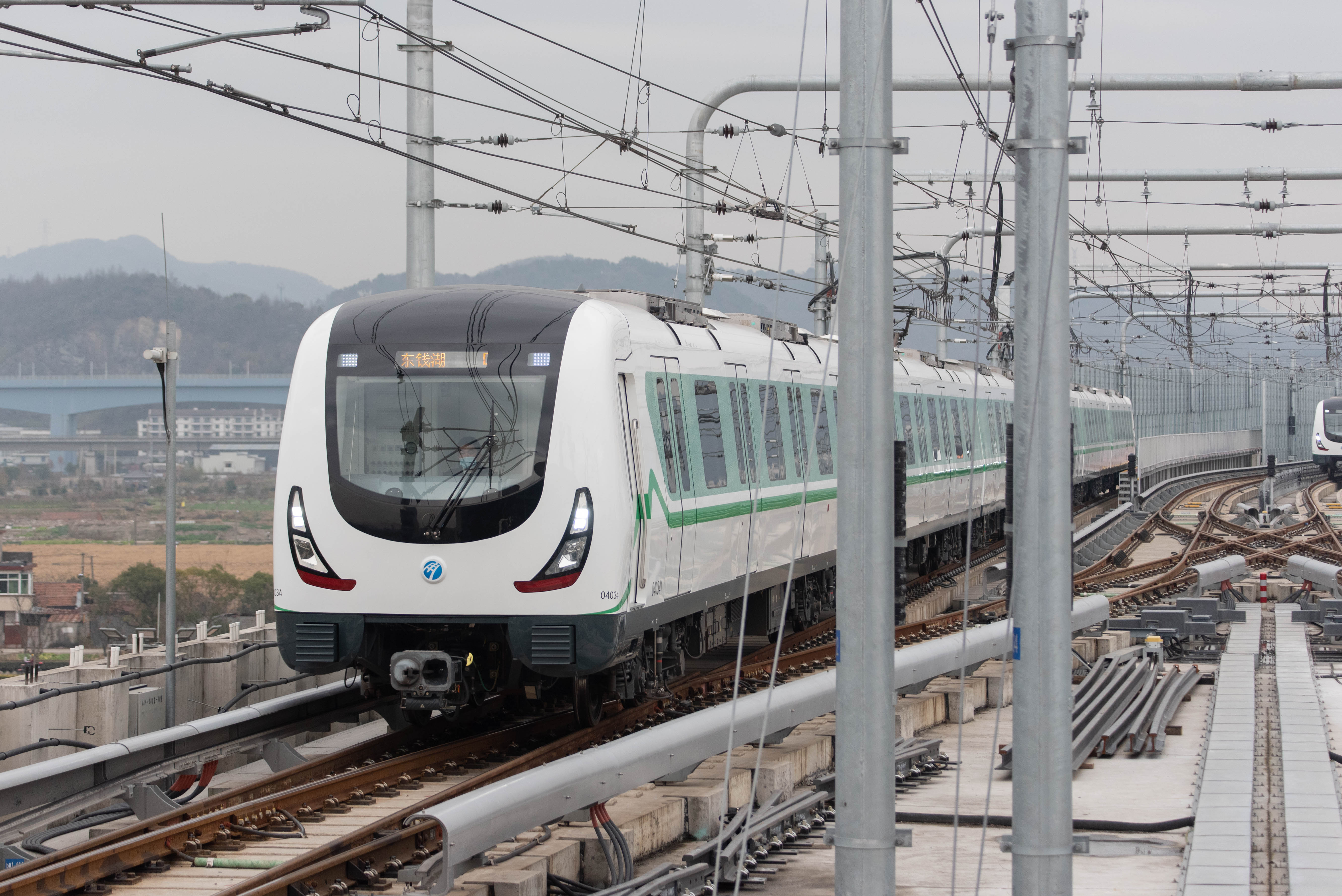
驶入官山河站的4号线列车

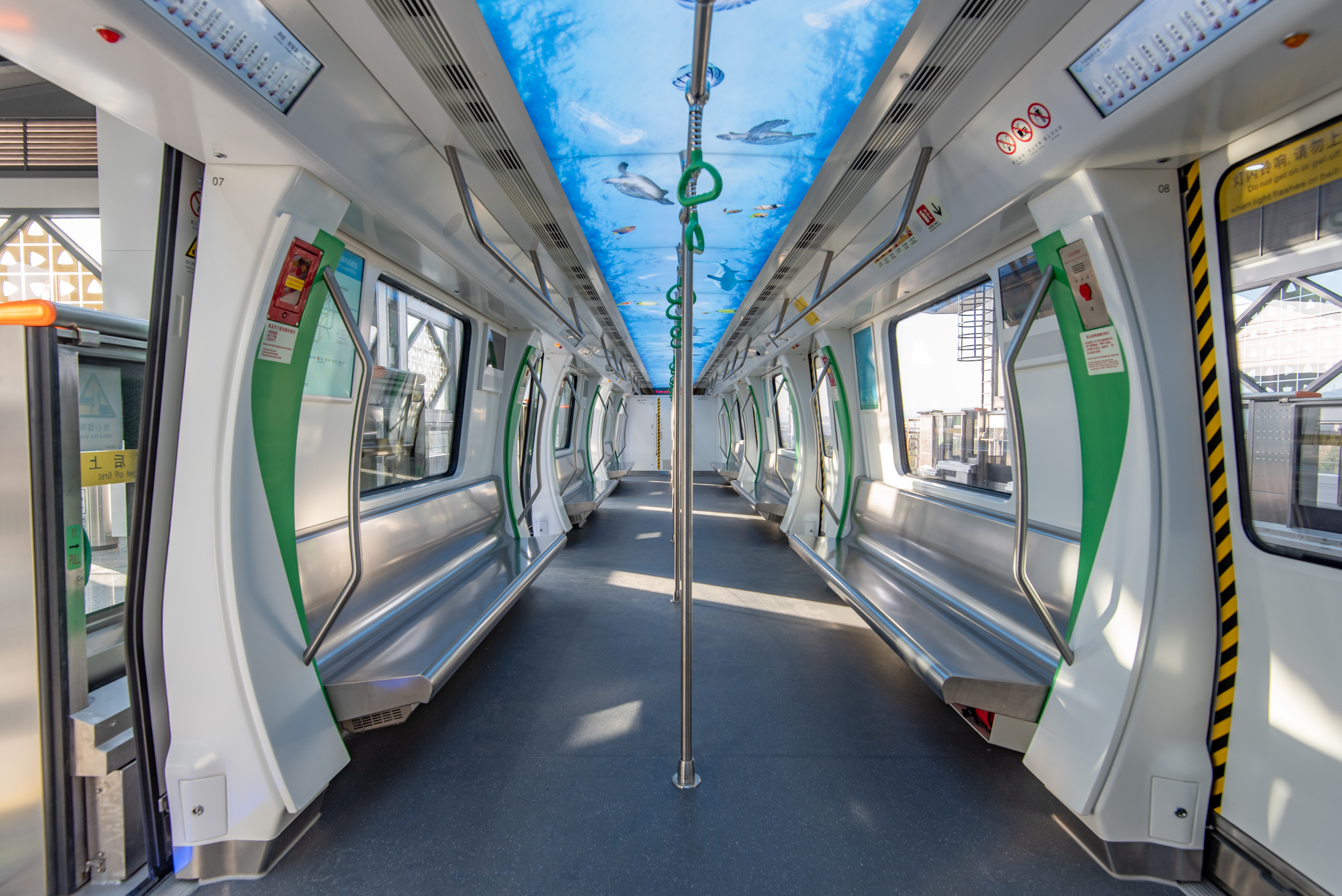
4号线列车内部

宁波轨道交通4号线采用B型地铁车辆，6辆编组，4动2拖，最高速度80公里/小时，初期配车36列，延伸工程增配3列。列车设计主体为海上丝绸之路，车灯外形为船形。列车配色则借鉴越窑青瓷，侧面设有仿青瓷釉面贴膜，同时带有绿色波浪形条带。车厢顶部设有鲨鱼、水母、热带鱼、小黄鱼等海洋生物组成的海底世界灯箱，车门立柱参考了船帆的形状。4号线在中国内地地铁中首创专用回流轨上部接触回流，避免了回流对地铁道床和设备的影响。36列车中的4列试验性地采用了交流永磁同步电机传动系统，相比异步电机传动系统具备低噪声、低功耗等优点。

## 行车组织
宁波轨道交通4号线以慈城站–东钱湖站的单一交路运行，工作日期间，早、晚高峰时段行车间隔为4分25秒，平峰行车间隔6分20秒，20:00后的低峰时段行车间隔约10分钟。双休日平峰时段（8:00-20:00）行车间隔6分25秒，低峰行车间隔则为约10分钟。远期计划平峰间隔5分钟，高峰期在奥体中心站和南高教园区站间开行小交路。

## 附属设施

### 车辆基地
宁波轨道交通4号线设置东钱湖车辆段和慈城停车场。东钱湖车辆段位于鄞州区东钱湖镇境内，钱湖大道以南，玉泉南路以西，小洋泾支流以东，接轨于小洋江站，占地面积31490平方米，承担4号线车辆的定修、临修、旋轮作业和列车检测、停放任务。慈城停车场位于江北区慈城镇境内，北邻萧甬铁路，南靠夹田大河，西临慈城连接线，接轨于官山河站，占地面积10760平方米，承担4号线车辆的乘务、停放、整备等任务。车辆的大修、架修任务由5号线经堂庵跟车辆段承担。

### 主变电所
宁波轨道交通4号线设有谢家和甬兴两座主变电所，分别位于洪塘中路站和南高教园区站附近。4号线同时与2号线共享夏禹主变电所，位于2号线丽园南路站附近。

### 信号系统
宁波轨道交通4号线采用由交控科技提供的信号系统。